# Aurions-Idernes
Aurions-Idernes ist eine französische Gemeinde mit 108 Einwohnern (Stand 1. Januar 2022) im Département Pyrénées-Atlantiques in der Region Nouvelle-Aquitaine (vor 2016: Aquitanien). Die Gemeinde gehört zum Arrondissement Pau und zum Kanton Terres des Luys et Coteaux du Vic-Bilh (bis 2015: Kanton Lembeye).
Die Einwohner werden Aurionais und Aurionaises genannt.

## Geographie
Aurions-Idernes liegt in der Region Vic-Bilh am nordöstlichen Rand des Departements, ca. 45 km nördlich von Pau im Béarn.
Umgeben wird die Gemeinde von den Nachbargemeinden:
|          | Mont-Disse                                  |                     |
| Cadillon | Kompassrose, die auf Nachbargemeinden zeigt | Arrosès Crouseilles |
|          | Arricau-Bordes Séméacq-Blachon              |                     |

Aurions-Idernes liegt im Einzugsgebiet des Flusses Adour und wird an der östlichen Gemeindegrenze durchströmt vom Larcis, einem Zufluss des Lées, sowie von seinen Nebenflüssen Libet und Barsious, der im Ortsgebiet entspringt.

## Geschichte
Eine frühe Besiedelung des Ortsgebiets zeigen befestigte Lager in beiden Ortsteilen, die bereits in der gallo-römischen Zeit entstanden sein könnten.
Paul Raymond, Archivar und Historiker des 19. Jahrhunderts, notierte die erstmalige Erwähnung von Aurions im Jahre 1227 unter dem Namen Ryons im Register von Bordeaux laut Pierre de Marcas Buch Histoire de Béarn. Im Jahre 1385 wurden bei einer Volkszählung in Aurios 11 Haushalte gezählt und vermerkt, dass das Dorf in der Bailliage von Lembeye liegt. Eine weitere Form des Ortsnamens in den Aufzeichnungen war Riontz (1536).
Idernes wurde anlässlich der Volkszählung 1385 unter der Form Ydernes geführt. Es wurden nur 3 Haushalte gezählt und gleichfalls vermerkt, dass das Dorf in der Bailliage von Lembeye liegt. Eine weitere Form von Idernes in der Folge war Ydernas (1540).
Auf der Carte de Cassini 1750 und während der Französischen Revolution 1801 sind die Orte als Aurious und Idernes eingetragen.
Aurions war im Mittelalter in zwei Lehen aufgeteilt, eines im Besitz des Vicomtes von Béarn und eines unter einem örtlichen Lehnsherrn. Das heute nicht mehr existierende Schloss von Sarramone war äußerliches Zeichen des Lehens von Idernes.
1844 haben sich die beiden Dörfer zur Gemeinde Aurions-Idernes zusammengeschlossen.

### Einwohnerentwicklung
Nach dem Höhepunkt von 451 Einwohnern nach der Zusammenlegung der beiden ehemaligen Gemeinden ist die Zahl bis in die heutigen Tage auf nur noch wenig über 100 Einwohner gesunken.
| Jahr      | 1962 | 1968 | 1975 | 1982 | 1990 | 1999 | 2006 | 2009 | 2014 |
| --------- | ---- | ---- | ---- | ---- | ---- | ---- | ---- | ---- | ---- |
| Einwohner | 169  | 174  | 144  | 157  | 141  | 117  | 114  | 113  | 103  |

## Sehenswürdigkeiten

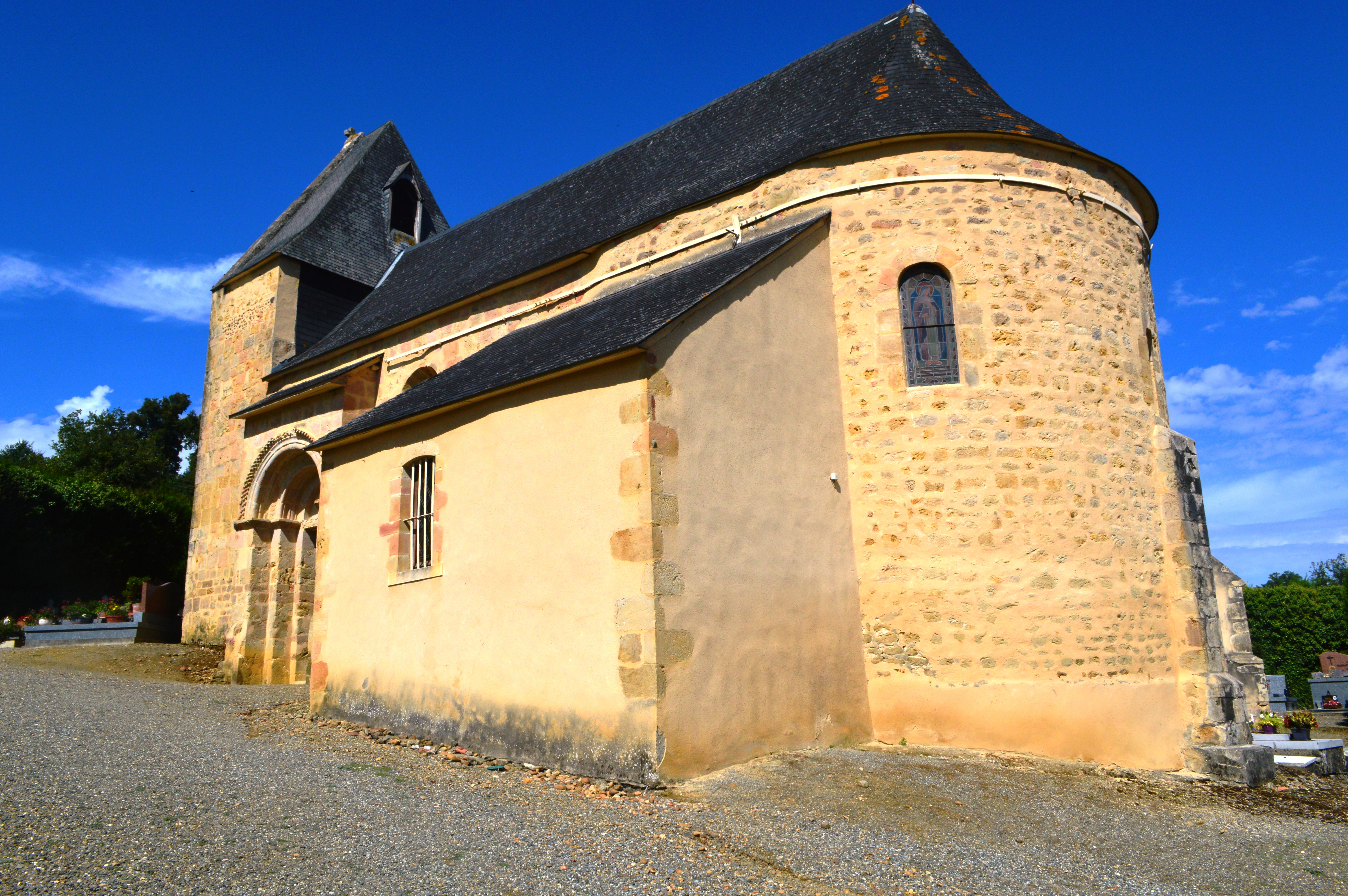
Kirche Saint-Pierre

- Die Kirche, gewidmet dem Apostel Simon Petrus, ist 1079 von Guillaume Arnaud de Vignoles an das Kloster von Saint-Mont geschenkt worden. Der Bau hat im 11. Jahrhundert angefangen und hat sich bis zum folgenden Jahrhundert hingezogen. Von diesem ursprünglichen Gebäude ist das romanische Eingangsportal an der Südseite erhalten geblieben. Es ist mit Akanthus, Ranken und Rosetten verziert und trägt ein rundes Christusmonogramm auf dem Tympanon. Die Wölbungen des Rundbogens sind mit Billettes geschmückt, Aufreihungen von kleinen Zylindern, die aus dem Stein gemeißelt wurden. Die heutige Kirche erhielt ihr Aussehen hauptsächlich nach einer Restaurierung im 19. Jahrhundert, nachdem sie sehr wahrscheinlich während der Hugenottenkriege beschädigt worden war. Das Innere des Gotteshauses enthält viele Objekte, die zumeist aus 19. Jahrhundert stammen und als nationale Kulturgüter registriert sind.[9]
- Wohnhaus Sarramone Lafourcade. Am Weiler le Tetour belegen Spuren einer 60 m × 40 m großen Fläche, mit einem Erdwall und Gräben umringt, die Existenz eines befestigten Lagers in römischer Zeit. An der gleichen Stelle ist im 11. Jahrhundert der Sitz der Lehnsherren von Sauveméa errichtet worden. 1553 ging der Besitz in die Familie Baradat über, dann am Ende des 18. Jahrhunderts über eine Heirat an die Familie Lafourcade, die das einfache Gebäude neu gebaut haben. Es ist in der Carte de Cassini als la Forcade eingezeichnet.[10][4]

## Wirtschaft und Infrastruktur
Neben dem Anbau von Mais spielt der Weinbau eine große Rolle in der Wirtschaft der Gemeinde, die in den Zonen AOC der Weinanbaugebiete des Béarn, Madiran und Pacherenc du Vic-Bilh liegt.

### Verkehr
Aurions-Idernes wird durchquert von den Route départementales 205 und 219.